# Маріджан (Ларіджан)
Маріджан (перс. مريجان) — село в Ірані, у дегестані Ларіджан-е Софла, у бахші Ларіджан, шагрестані Амоль остану Мазендеран. За даними перепису 2006 року, його населення становило 15 осіб, що проживали у складі 7 сімей.

## Клімат
Середня річна температура становить 9,15 °C, середня максимальна – 23,73 °C, а середня мінімальна – -6,30 °C. Середня річна кількість опадів – 225 мм.
| Клімат поселення                              | Клімат поселення | Клімат поселення | Клімат поселення | Клімат поселення | Клімат поселення | Клімат поселення | Клімат поселення | Клімат поселення | Клімат поселення | Клімат поселення | Клімат поселення | Клімат поселення | Клімат поселення |
| Показник                                      | Січ.             | Лют.             | Бер.             | Квіт.            | Трав.            | Черв.            | Лип.             | Серп.            | Вер.             | Жовт.            | Лист.            | Груд.            |                  |
| Середній максимум, °C                         | 2,49             | 3,20             | 6,13             | 12,44            | 17,19            | 21,47            | 23,73            | 23,60            | 20,34            | 15,23            | 9,40             | 4,44             |                  |
| Середня температура, °C                       | −1,92            | −1,18            | 1,74             | 8,06             | 12,82            | 17,07            | 19,79            | 19,67            | 16,42            | 11,30            | 5,49             | 0,52             |                  |
| Середній мінімум, °C                          | −6,3             | −5,57            | −2,65            | 3,66             | 8,41             | 12,70            | 15,87            | 15,76            | 12,49            | 7,38             | 1,54             | −3,42            |                  |
| Норма опадів, мм                              | 25               | 27               | 40               | 29               | 26               | 8                | 6                | 4                | 4                | 16               | 18               | 22               |                  |
| Середньомісячна швидкість вітру, м/с          | 1.23             | 2.00             | 2.86             | 3.05             | 2.54             | 2.18             | 2.09             | 2.04             | 2.01             | 2.10             | 1.82             | 1.35             |                  |
| Середньомісячна сонячна радіація, кДж/м²·день | 9359             | 11951            | 14409            | 17783            | 21389            | 25018            | 24744            | 22855            | 19490            | 14463            | 10860            | 8862             |                  |
| --------------------------------------------- | ---------------- | ---------------- | ---------------- | ---------------- | ---------------- | ---------------- | ---------------- | ---------------- | ---------------- | ---------------- | ---------------- | ---------------- | ---------------- |
| Джерело:                                      |                  |                  |                  |                  |                  |                  |                  |                  |                  |                  |                  |                  |                  |